# Anulenă
Anulenele sunt compuși organici monociclici care conțin numai legături duble alternând legături simple (conjugate). Astfel, se poate calcula formula generală ca fiind (CH)n, unde n reprezintă un număr mai mare decât 2.
Anulenele se denumesc adăugând la cuvântul anulenă un prefix format din numărul n de atomi de carbon, între paranteze pătrate. De exemplu, [8]anulena este ciclooctatetraena. 
Anulenele au caracter aromatic când numărul de atomi de carbon din moleculă este egal cu 6, 10, 14, 18, 22, etc. 

## Galerie

Ciclobutadienă ([4]anulenă)
Ciclohexatrienă = benzen ([6]anulenă)
Ciclooctatetraenă ([8]anulenă)
Ciclododecahexaenă ([12]anulenă)
Ciclotetradecaheptaenă ([14]anulenă)
Ciclooctadecanonaenă ([18]anulenă)